# Hedda Piper
Hedvig "Hedda" Catharina Piper, född Ekeblad 1746, död 1812, var en svensk hovfunktionär.

## Biografi
Hedda Piper var dotter till riksrådet och kanslipresidenten greve Claes Ekeblad d.y., och vetenskapsmannen Eva De la Gardie och gifte sig 1769 med greve Carl Gustaf Piper. Hennes make var mycket rik men äktenskapet var olyckligt, "då hon dagligen ser sig komprometterad med dess kammartjänare, äger intet att säga i sitt eget hus" (1782): Hennes make hade enligt samtiden ett homosexuellt förhållande med sin "högt älskade" favorit och kammartjänare Beck, som "chagrinerar henne på alla sätt. För sitt sista barn är hon tom nödsakad att köpa mat, då hon i sitt kök ej kan begära en buljong utan att bli contrecaré av Becken" (1784), något som var nära att leda till skilsmässa. Förhållandet mellan Carl Gustaf Piper och Beck gjorde skandal, den förres öppna sorg vid Becks död 1788. Hedda Pipers bror uppgav dock vid Becks död att hon "i viss mån saknade honom, emedan han tog hennes parti vid många tillfällen, då trakasserier voro på färde. För hennes barn gjorde han allt, och som hans auktoritet var så stor, var det en mäktig bundsförvant att äga". Beck var rik vid sin död och kunde testamentera 1000 riksdaler år vart och ett av barnen Piper och 50 plåtar åt varje medlem av tjänarstaben.
Hon var statsfru hos drottning Sofia Magdalena 1774–1780, hovmästarinna 1780–95, och överhovmästarinna 1795–1805. Piper utförde redan som hovmästarinna ofta överhovmästarinnans uppgifter, eftersom Charlotta Sparre ofta var sjuk.  
I januari 1795 var hon inblandad i skandalen kring äventyrerskan Carolina Fliess von Cardell. Fliess, som ursprungligen varit gift med en judisk man, hade rymt från denna och börjat leva med major Carl von Cardell, som i svensk tjänst utgav sig för att vara adlig och begärde att hans fru skulle få göra hovcour. Marianne Ehrenström, som var bekant med henne, hörde sig för hos hovdamerna, som alla ville förhindra saken. Bror Cederström bad regenten hertig Karl om tillstånd med tillägget att hovdamerna ville bojkotta von Cardell. Karl krävde då att hon skulle få bli presenterad, något som Piper påpekade bröt mot reglerna eftersom endast kvinnor som var medlemmar av adeln eller gifta med en sådan fick presenteras. För att en presentation skulle kunna ske måste hon dock presenteras för överhovmästarinnan av en annan redan presenterad kvinna, och då Cederström hörde sig för bland hovdamerna var ingen villig att åta sig uppgiften. Cederström meddelade Karl att Piper var ansvarig för detta, något som fick Karl att befalla Piper att hålla sig hemma vid en bestämd tid för att ta emot besöket av von Cardell. Han angav också en bestämd tid för när von Cardell skulle få bli presenterad. Visiten och hovcouren utfördes sedan enligt planen, men hela affären betraktades som en skandal vid hovet och adeln och innebar ett regelbrott mot etiketten.
Piper blev i november 1795 överhovmästarinna och Excellens inför den nya drottningens ankomst. Hon beskrivs av Hedvig Elisabet Charlotta som ganska vacker men obildad, högfärdig, lösmynt, obegåvad och med ett dåligt temperament, och hon ska ha gjort sig impopulär vid hovet genom sitt sätt att sköta sitt ämbete under Fredrika av Baden. Hon ska då ha försökt avskärma Fredrika från kontakt med andra för att göra henne beroende av sig själv genom att till exempel säga att det var etikettens regel att drottningen inte skulle tilltala någon utan att hon hade uppmanats till de av överhovmästarinnan: hon ska också ha behandlat hovfröknarna illa och skällt ut dem, och Fredrika klagade på henne inför Hedvig Elisabet Charlotta. Piper ska dock också vid ett tillfälle tillsammans med Fabian Wrede ha åstadkommit en försoning mellan kungaparet.